# Luigi Fiorentini
Luigi Fiorentini (Pavia, 1893 – Prima battaglia di El Alamein, 14 luglio 1942) è stato un militare italiano, decorato di Medaglia d'oro al valor militare alla memoria nel corso della seconda guerra mondiale.

## Biografia
Nacque a Pavia nel 1893, figlio di Carlo e Annunziata Zecca.  Nel 1911 si arruolò  volontario nel Regio Esercito assegnato in forza al 9º Reggimento artiglieria da campagna. All'atto dell'entrata in guerra del Regno d'Italia, avvenuta il 24 maggio 1915,  aveva il grado di sergente maggiore, venendo promosso sottotenente nel 1916 ed entrando in servizio permanente effettivo.  Prestò servizio nel gruppo specialisti d'artiglieria del battaglione aerostieri, e nel 1917 rientrò in forza al 9º Reggimento artiglieria da campagna. Divenuto tenente in quello stesso anno, dopo la fine del conflitto transitò in servizio presso l'11º Reggimento artiglieria da campagna. Con la promozione a capitano, avvenuta nel 1927, fu trasferito al 12º Reggimento artiglieria pesante. Dal 1934 al 1937, con la promozione a maggiore, prestò servizio presso la Direzione d'artiglieria di Alessandria, e poi assegnato al 4º Reggimento artiglieria di Corpo d'armata. Promosso tenente colonnello nel gennaio 1940, dopo la dichiarazione di guerra alla Francia e alla Gran Bretagna, a partire dal 10 giugno partecipò alle operazioni sul fronte occidentale. Nell'ottobre 1941 partì per l'Africa Settentrionale Italiana dove assunse il comando del LII Gruppo da 152/37 dell'8º Raggruppamento artiglieria d'armata. Il 10 luglio reparti australiani si infiltrarono in un varco tra i battaglioni del 7º Reggimento bersaglieri e della 60ª Divisione fanteria "Sabratha", e dopo una notte di combattimenti all'alba raggiunsero quota 33 dove si trovava posizionato il LII Gruppo investendo le batterie da 152/37 (LII Gruppo) e 149/40 (XXXIII Gruppo). Per organizzare al meglio la difesa lasciò il centralino telefonico dove si trovava e salito su una automobile, e seguito dal suo portaordini in motocicletta, partì per raggiungere la linea di combattimento. La motocicletta del portaordini ebbe un guasto meccanico, ed egli si fermo per prestare assistenza, ma i soldati australiani li raggiunsero accerchiandoli. I due si difesero con le armi d'ordinanza, ma mentre il portaordini venne immobilizzato, egli rimase gravemente ferito all'addome. Soccorso dagli avversari fu trasportato presso un ospedaletto da campo sotterraneo a Tell El Alamein, decedendo il 14 luglio 1942.
Per onorarne il coraggio gli fu assegnata la Medaglia d'oro al valor militare alla memoria. I suoi resti mortali vennero seppelliti presso Sacrario militare italiano di El Alamein, e a suo nome venne intitolato piazzale di ingresso.

### Annotazioni
1. ↑  Unità appartenente alla 102ª Divisione motorizzata "Trento".

### Fonti
1. 1 2 3  Gruppo Medaglie d'Oro al Valor Militare 1965, p. 48.
2. 1 2 3 4 5  Combattenti Liberazione.
3. 1 2 3 4 5 6  Qattara.
4. ↑  Dominioni 1992, p. 93.
5. ↑  Sito web del Quirinale: dettaglio decorato.
6. ↑  Registrato alla Corte dei conti il 14 marzo 1953, esercito registro 10, foglio 232.
7. ↑  Bollettino Ufficiale 1947, disp.12, pag.1179 registrato alla Corte dei conti il 13 marzo 1947, guerra registro 6, foglio 443.
8. ↑  Gazzetta Ufficiale del Regno d'Italia n.122 del 27 maggio 1936, pag.1728.